# Хай-дайвинг на чемпионате мира по водным видам спорта 2024
Соревнования по хай-дайвингу на чемпионате мира по водным видам спорта 2024 прошли с 13 по 15 февраля 2024 года в порту Дохи, Катар.

## Формат соревнований
Было разыграно 2 комплекта наград: среди женщин в прыжках с 20 метров и среди мужчин в прыжках с 27 метров. Соревнования были разделены на 2 сессии по 2 раунда в каждой. Спортсмены за турнир совершили по 4 прыжка.

## Расписание
Время указано местное (UTC+3).
| Дата            | Время | Стадии             |
| --------------- | ----- | ------------------ |
| 13 февраля 2024 | 11:00 | Женщины 1-2 раунды |
| 13 февраля 2024 | 14:00 | Мужчины 1-2 раунды |
| 14 февраля 2024 | 11:00 | Женщины 3-4 раунды |
| 15 февраля 2024 | 11:00 | Мужчины 3-4 раунды |

## Медалисты
| Спортсмены | Золото                      | Золото | Серебро              | Серебро | Бронза                  | Бронза |
| ---------- | --------------------------- | ------ | -------------------- | ------- | ----------------------- | ------ |
| Мужчины    | Эйдан Хеслоп Великобритания | 422.95 | Гэри Хант Франция    | 413.25  | Кэтэлин Преда Румыния   | 410.20 |
| Женщины    | Рианна Иффланд Австралия    | 342.00 | Молли Карлсон Канада | 320.70  | Джессика Маколей Канада | 320.35 |

## Медальный зачёт
| Место          | Страна         | Золото | Серебро | Бронза | Всего |
| -------------- | -------------- | ------ | ------- | ------ | ----- |
| 1              | Австралия      | 1      | 0       | 0      | 1     |
| 1              | Великобритания | 1      | 0       | 0      | 1     |
| 3              | Канада         | 0      | 1       | 1      | 2     |
| 4              | Франция        | 0      | 1       | 0      | 1     |
| 5              | Румыния        | 0      | 0       | 1      | 1     |
| Всего стран: 5 | Всего стран: 5 | 2      | 2       | 2      | 6     |